# كيت فيلد
كيت فيلد (بالإنجليزية: Kate Field)‏ هي كاتبة مسرحية وصحفية وكاتِبة وممثلة أمريكية، ولدت في 1 أكتوبر 1838 في سانت لويس في الولايات المتحدة، وتوفيت في 19 مايو 1896 في هونولولو في الولايات المتحدة بسبب ذات الرئة.